# Peralta, New Mexico
Peralta, New Mexico (енгл. Peralta) град је у америчкој савезној држави Њу Мексико.

## Демографија
По попису из 2010. године број становника је 3.660, што је 90 (-2,4%) становника мање него 2000. године.
| Група             | 2000.         | 2010.         |
| Белци             | 1.649 (44,0%) | 1.507 (41,2%) |
| Афроамериканци    | 28 (0,7%)     | 32 (0,9%)     |
| Азијати           | 12 (0,3%)     | 9 (0,2%)      |
| Хиспаноамериканци | 1.923 (51,3%) | 1.995 (54,5%) |
| Укупно            | 3.750         | 3.660         |